# Mamadou Diakité
Mamadou Diakité (Rosny-sous-Bois, 1985. május 22. –) mali válogatott labdarúgó.

## Pályafutása
Magyarországon 2012. október 10-én debütált a Honvéd színeiben egy Szombathelyi Haladás elleni ligakupa mérkőzésen.

## Mérkőzései a mali válogatottban
| #  | Dátum               | Ellenfél     | Eredmény | Kiírás              | Esemény    |
| -- | ------------------- | ------------ | -------- | ------------------- | ---------- |
| 1. | 2009. augusztus 12. | Burkina Faso | 3 – 0    | barátságos mérkőzés | becserélve |